# Kalat
Kalat, Kelat o Qalat (urdú: قلات), (brahui: Kalát,قلات) es una población antigua que se encuentra en el distrito de Kalat, Baluchistán, Pakistán. Kalat es la capital del distrito de Kalat y se la denomina Kalat-i-Baloch y Kalat-i-Sewa.
Kalat, anteriormente Qilat, está localizada en el centro de Baluchistán, al sur y ligeramente al oeste de Quetta, la capital de la provincia. Era la capital del kanato de Kalat.